# Merkur Spiel-Arena
Merkur Spiel-Arena (zapisované jako MERKUR SPIEL-ARENA) je víceúčelový stadion ve vestfálském Düsseldorfu v Německu. V současné době je nejvíce využíván pro fotbal a koncerty. Byl otevřen v roce 2004 a jeho kapacita činí 54 000 diváků pro fotbal a 66 000 diváků pro koncerty. Své domácí zápasy zde hraje fotbalový tým Fortuna Düsseldorf. Stavěl se během let 2002–2004 a měl nahradit dosluhující Rheinstadion. Počáteční kapacita byla 51 500 diváků, ale v roce 2010 byla zvýšena na současných 54 600 diváků.
Nynější jméno nese od roku 2018, kdy právo pojmenovat získala společnost Gauselmann. Od roku 2009 se jmenoval podle módního řetězce Esprit; předtím nesl jméno letecké společnosti LTU International. Stadion hostil některé zápasy Mistrovství Evropy ve fotbale 2024. 